# Mignons et Vilains
Mignons et Vilains est un ballet (aussi appelé « divertissement ») en un acte, sur un livret de Lucien Defoursy composé en 1879 par André Messager.

## Historique
Messager commence sa carrière de chef d'orchestre aux Folies bergères après des prix de composition (1875, 1876) il se voit commandé trois ballets « légers » pour ce théâtre ; Fleur d'oranger – qui connaîtra un vif succès et plus de 200 représentations – Les Vins de France et ce dernier, Mignons et vilains.
Malgré sa composition début 1879 pour les Folies Bergère, ce ballet n'est enregistré auprès de la SACEM que le 15 mai 1880 en vue d'être joué dans les cafés-concerts de France.

## Partition
On peut noter dans le second tableau, une Pavane d'ouverture élégante, qui annonce le style de la future Isoline.
Comme le programme des Folies Bergère l'exigeait, les danses (valses et mazurkas notamment) se succèdent abondamment.